# Reinaldo da Silva
Reinaldo da Silva, född 25 maj 1984 i São Paulo, är en brasiliansk fotbollsspelare, mittfältare. Han har bland annat spelat för Kalmar FF.